# تك للتكنولوجيا العالمية
TECH عبارة عن مجموعة من الجامعات الخاصة ذات الطابع الدولي والرقمي، والتي تقدم شهاداتها الجامعية والبكالوريوس
والدراسات العليا الخاصة بها والرسمية عبر الإنترنت. ولديها أكبر دليل جامعي في العالم، حيث تضم أكثر من 14,000 برنامج جامعي يُدرّس بـ 11 لغة مختلفة، بما في ذلك شهادات البكالوريوس والماجستير والدكتوراه والماجستير في التعليم المستمر مدى الحياة والماجستير المتقدم شهادة الخبرة الجامعية وبرامج التنمية الإدارية ومحاضرات جامعية وغيرها. وهي تعمل كجامعة عبر الإنترنت في 150 دولة في أوروبا والأمريكتين وأفريقيا وآسيا و وأوقيانوسيا. 

## نبذة تاريخية
تأسست TECH في عام 2015 من قبل فريق من كبار المهنيين والأكاديميين في مجال التعليم الجامعي في أوروبا. وقد وجّه طابعها الرقمي مقترحها التعليمي نحو بيئة تعليمية عبر الإنترنت بالكامل، باستخدام منهجية مبتكرة وفعالة تبتعد عن النماذج التقليدية. وقد تم تنظيم هذه المؤسسة كمجموعة دولية من الجامعات الرقمية الخاصة التي تركز على التعلم مدى الحياة والتعليم بعد التخرج. وتقود هذا التكتل Tech Education Rights & Technologies SL، وهي مؤسسة تكنولوجية برأس مال إسباني. 
تم الاعتراف بالشركة الأم للجامعة من قبل صحيفة فاينانشال تايمز كواحدة من أسرع 200 شركة نموًا في أوروبا في عامي 2017 و2018. 
في فبراير 2019، أبرمت الجامعة اتفاقية استراتيجية مع دار نشر Harvard Business Publishing، لتصبح أول جامعة على الإنترنت تدمج قضايا كلية هارفارد للأعمال في عروضها الأكاديمية. 
منذ عام 2020، اختارت مجلة فوربس (Forbes) المرموقة جامعة Tech للتكنولوجيا لعدة سنوات متتالية باعتبارها "أفضل جامعة رقمية في العالم". 
في فبراير 2022، وقّعت TECH اتفاقية متعددة السنوات مع الرابطة الوطنية لكرة السلة (NBA)، لتصبح الجامعة الرسمية عبر الإنترنت للرابطة الوطنية لكرة السلة الأمريكية. 
في عام 2023، حصلت TECH على مرتبة شريك Google Premier، وهو امتياز يُمنح لأفضل 3% من الشركات في جميع أنحاء العالم. 
تُعد TECH حاليًا جامعة رسمية في إسبانيا وأندورا والمكسيك وكولومبيا وفنزويلا وكوستاريكا.      

## الكليات والمدارس
توزع الكلية برامجها التعليمية في عشرين كلية عبر الإنترنت ومدرستين للدراسات العليا. وهي تقدم شهادات الدكتوراه، والماجستير المتقدم، ودرجة البكالوريوس، والماجستير في التعليم المستمر والماجستير في التعليم المدمج، والماجستير الرسمي، والدبلومات، والتدريب العملي، و شهادات الخبرة الجامعية والمحاضرات الجامعية ، وبرامج التطوير الإداري، ودورات اللغات، ودروس اللغات الفردية عبر الإنترنت، ودروس اللغات الجماعية عبر الإنترنت، وتقييمات اللغة، وامتحانات اللغة.  
1. كلية علوم الرياضة
2. كلية الحقوق
3. كلية التصميم
4. كلية التربية
5. كلية التمريض
6. مدرسة اللغات
7. مدرسة الأعمال
8. كلية الصيدلة
9. كلية العلاج الطبيعي
10. كلية العلوم الإنسانية
11. كلية علوم الحاسوب
12. كلية الهندسة
13. كلية الذكاء الاصطناعي
14. كلية الطب
15. كلية التغذية
16. كلية طب الأسنان
17. كلية الصحافة والاتصال
18. كلية علم النفس
19. كلية الطب البيطري
20. كلية ألعاب الفيديو

## طريقة التدريس
تستخدم TECH نظام إعادة التعلّم كمنهجية تعليمية تقوم على التكرار الموجه للمفاهيم الأساسية. والذي يعتمد على تكرير مستهدف للمفاهيم الأساسية مع مرور الوقت، يديره الطالب بنفسه ويوجهه معلم محترف، بهدف مساعدة الطالب على تجاوز منحنى النسيان الذي وضعه عالم النفس الألمانيهيرمان إبنجهاوس. 
يتم الجمع بين إعادة التعلم مع حالات كلية Harvard للأعمال بعد التوصل إلى اتفاق مع دار Harvard Business Publishing لدمج هذه المواد مع الموارد التعليمية الأخرى، بما في ذلك المحاكاة عبر الإنترنت والملاحظات الفنية ومقالات الأعمال الحالية. 

## التدريس
تمتلك TECH هيئة تدريسية مكونة من أكثر من 6,000 أستاذ ذي شهرة دولية. تشمل هذه الهيئة أساتذة جامعيين، وباحثين، ومديرين تنفيذيين كبار في شركات متعددة الجنسيات. من بين الشخصيات البارزة في هذا الصدد: Isaiah Covington ، مدرب الأداء لفريق بوسطن سيلتكس ؛ Magda Romanska ، الباحثة الرئيسية في MetaLAB التابع لجامعة Harvard ؛ Ignacio Wistumba ، رئيس قسم علم الأمراض الجزيئي الانتقالي في مركز MD Anderson للسرطان؛ و D.W Pine ، المدير الإبداعي لمجلة تايم (مجلة)، وغيرهم. تتمتع TECH بنسبة توظيف تصل إلى 99% للخريجين في السنة الأولى بعد إتمام دراستهم.   

## التحالفات الاستراتيجية·
أقامت شركة TECH تحالفات استراتيجية مع منظمات وشركات وجامعات، بهدف تقديم جودة تعليمية تتناسب مع احتياجات البيئة المهنية. من بين هذه الشراكات، يجدر تسليط الضوء على اتفاقيتها مع مجموعة مستشفيات HM ، والتي تم من خلالها إطلاق أكبر مركز تدريب مهني في العالم. تسمح هذه الاتفاقية للطلاب بالالتحاق بـ 38 دورة تدريبية من المستوى المتوسط والعالي، في مجالات مثل الصحة أو الخدمات الاجتماعية والثقافية والمجتمعية، من بين مجالات أخرى، من خلال التعلم الرقمي. تضمن هذه الاتفاقية أيضًا للطلاب فرصة إجراء تدريب داخلي رفيع المستوى في شبكة مستشفيات HM، التي تُعتبر من أفضل مراكز الرعاية الصحية في إسبانيا. 
كما وقّعت الكلية أيضاً اتفاقيات مع جمعيات دولية مثل الرابطة الوطنية لكرة السلة (NBA) و Harvard Business Publishing. كما وقعت اتفاقيات تعاون مع جامعات أخرى. كل هذا بهدف توسيع نطاقها وإضفاء مزيد من القوة على عرضها الأكاديمي:  
- جامعة FUNDEPOS - كوستاريكا
- مؤسسة جامعة ميتا (UNIMETA) - كولومبيا
- جامعة أمريكا اللاتينية والكاريبي (ULAC) - فنزويلا

## الأماكن
تقدم TECH شهادات البكالوريوس والماجستير والدراسات العليا عبر الإنترنت على المستوى الدولي. ولهذا السبب، تمتلك الجامعة فروعاً مختلفة في بلدان مختلفة لتقديم الدعم وجهاً لوجه لجميع الطلاب الذين يحتاجون إليه. ومن نفس هذه المرافق، تقوم الجامعة بمهام إدارية وتدريسية وإدارية مؤسسية من خلال توظيف أكثر من 1800 شخص في بلدان مختلفة. يقع المقر الرئيسي للجامعة في إسبانيا وإيطاليا وأندورا والأرجنتين وكولومبيا والمكسيك وفنزويلا وكوستاريكا والفلبين والهند والمغرب. 

## مدرسة TECH للغات
تمتلك TECH أكبر مدرسة لتعليم اللغات عبر الإنترنت في العالم، حيث تقدم مجموعة واسعة من الدورات والدروس الفردية والجماعية عبر الإنترنت والامتحانات المصممة لجميع مستويات الإطار الأوروبي المرجعي الموحد للغات (A1 و A2 و B1 و B2 و C1 و C2) باللغات الصينية والإنجليزية والفرنسية والألمانية والإيطالية والبرتغالية والروسية والإسبانية والإيطالية. كل برنامج من برامجها منظم بعناية لإعداد الطلاب لاجتياز هذه الامتحانات بنجاح. بالإضافة إلى ذلك، تتميز الكلية بكونها رائدة في تقديم درجات الماجستير في مختلف مجالات اللغات، مع التركيز على التخصصات في الطب والتمريض والقانون والأعمال. كما يقدم أيضاً مجموعة كبيرة من البرامج المتقدمة، بما في ذلك الماجستير والماجستير والخبراء الجامعيين والدورات الجامعية ودورات الدبلومات، وجميعها موجهة نحو تدريس اللغات، بالإضافة إلى الترجمة التحريرية والشفوية. 

## وصلات خارجية
- الموقع الرسمي